# Hugh O'Brian
Hugh O'Brian (Rochester, 19 de abril de 1925-Beverly Hills, 5 de septiembre de 2016)
fue un actor estadounidense.

## Carrera
Comenzó su carrera en 1949 en la película Kidnapped, en 1950 actúa en el wéstern The Return of Jesse James con John Ireland y en  1951 en el clásico de Burt Lancaster, El valle de la venganza, en 1952 trabaja en cuatro filmes: The Cimarron Kid, The Battle at Apache Pass, Red Ball Express y The Raiders, y con Glenn Ford en The Man from the Alamo en 1953, en 1954 interpreta a Mike Devereaux, hijo de Spencer Tracy en la película Broken Lance. 
En los 60 aparece como invitado en televisión en The Dick Powell Show, The Virginian, The Alfred Hitchcock Hour, Perry Mason y Bob Hope Presents the Chrysler Theatre. En 1967 filma la película de aventuras Africa Texas Style, en 1970 protagoniza el wéstern televisivo Wild Women dirigido por Don Taylor, en 1976 actúa en el thriller Killer Force junto a Telly Savalas. En 1975 aparece como invitado en la pelea entre Muhammad Ali y Joe Frazier en Filipinas. A finales de los 70 aparece como invitado en Historia Policial, Los ángeles de Charlie y La isla de la fantasía, y en los 80 en The Love Boat, Matt Houston y Paradise. En 1990 acompaña a James Arness en el wéstern televisivo Gunsmoke: The Last Apache, interpretando al general Nelson Miles.

### Wyatt Earp
En 1955 la compañía NBC le ofrece protagonizar la serie The Life and Legend of Wyatt Earp. La serie se basaba en el histórico comisario Wyatt Earp. Se emitió entre 1955 y 1961, y se filmaron 175 capítulos.
El elenco lo conformaban:
- Hugh O'Brian como Wyatt Earp.
- Douglas Fowley como Doc Holliday.
- Alan Dinehart como Bat Masterson.
- Sam Flint como el juez Jewett.

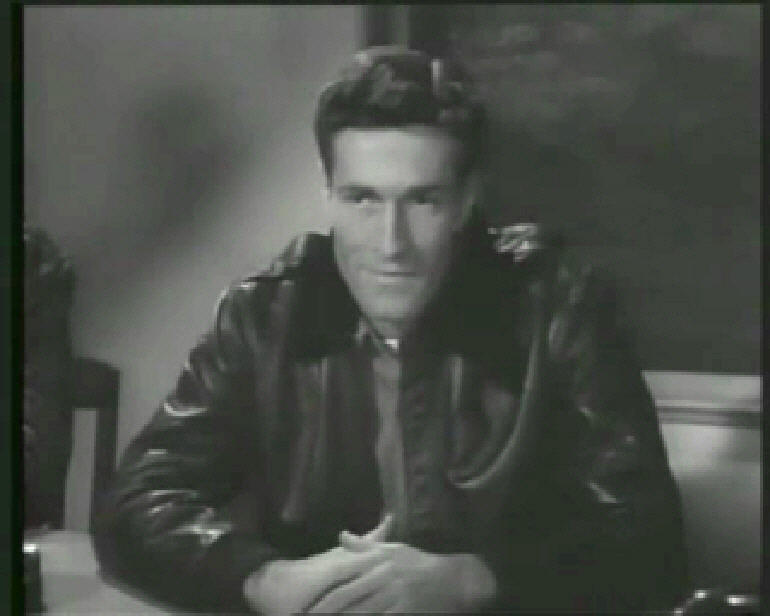
Hugh O'Brian representando a un astronauta, fotograma de Cohete K-1.

- Paul Brinegar como Jim "Dog" Kelly.
- Don Haggerty como Marsh Murdock.

En 1994 volvió a interpretar a Wyatt Earp en la película para televisión Wyatt Earp: Return to Tombstone. 
O'Brian también fue fundador de HOBY (Hugh O’Brian Youth leadership) una organización que reúne a los adolescentes del mundo para enseñarles a ser líderes y cambiar el mundo.

## Enlaces
- https://web.archive.org/web/20100608151621/http://www.imdb.es/name/nm0639385/

- Datos: Q727086
- Multimedia: Hugh O'Brian / Q727086